# I'll Do Anything
Ill Do Anything is een Amerikaanse komische-dramafilm uit 1994, en is geregisseerd door James L. Brooks.

## Verhaal
Matt Hobbs is een gescheiden man die als acteur moeilijk aan werk komt. Hij is bezig met audities voor een rol en brengt tussendoor een Kort bezoekje aan zijn dochter Jeannie. Hiermee wordt Matt geconfronteerd dat zijn ex-vrouw Beth niet meer voor hun dochter kan zorgen. Matt wordt opeens met zijn dochter opgezadeld. Deze nieuwe situatie neemt veel tijd in beslag waardoor Matt moet kiezen tussen werk en dochter.

## Rolverdeling
| Acteur           | Personage             |
| ---------------- | --------------------- |
| Nick Nolte       | Matt Hobbs            |
| Whittni Wright   | Jeannie Hobbs         |
| Albert Brooks    | Burke Adler           |
| Julie Kavner     | Nan Mulhanney         |
| Joely Richardson | Cathy Breslow         |
| Tracey Ullman    | Beth Hobbs            |
| Jeb Brown        | Mannelijke D persoon  |
| Joely Fisher     | Vrouwelijke D persoon |
| Vicki Lewis      | Millie                |
| Anne Heche       | Claire                |
| Ian McKellen     | John Earl McAlpine    |

## Filmmuziek
De muziek voor I'll Do Anything werd gecomponeerd door Hans Zimmer.